# Final Fantasy VII
Final Fantasy VII (яп. ファイナル ファンタジー VII, файнару фантадзі: себун) — японська рольова гра, розроблена Square Co Ltd. (нині Square Enix) і випущена Sony Computer Entertainment для ігрової приставки Sony PlayStation в 1997 як сьома номерна частина серії ігорFinal Fantasy. Гра була також портована на операційну систему Windows 24 червня 1998 року в США і 25 червня 1998 року в Європі. В 2009 Final Fantasy VII також була перевидана для мережі PlayStation Network. В розробці перебуває ремейк гри. Для iOS і Android, після численних інших частин серії, Final Fantasy VII вийшла 19 серпня 2016 і 6 липня 2016 року відповідно.
Розробка гри велася з 1994 спочатку для ігрової приставки Super Nintendo Entertainment System, потім для Nintendo 64, проте через технічні обмеження картриджа від Nintendo 64 Square вирішила випустити гру для Sony PlayStation. Розробкою гри керував ігровий дизайнер Есінорі Кітасе, музику для гри написав композитор Нобуо Уемацу. Вперше в серії дизайнером персонажів виступив Тецуя Номура, замінивши художника Есітака Амано.
Дія гри відбувається в антиутопічному вигаданому світі, виконаному в антуражі наукової фантастики з елементами фентезі. Мегакорпорація «Шин-Ра» видобуває життєву енергію планети для отримання електроенергії, чим убиває природу. Сюжет гри оповідає про боротьбу групи повстанців «ЛАВИНА», до складу якої входить і головний герой Клауд Страйф, проти «Шин-Ра». Та згодом герої розкривають, що і корпорація є тільки засобом для досягнення мети для головного антагоніста, Сефірота.

## Ігровий процес

Приклад бою у Final Fantasy VII

### Переміщення світом
Подібно до попередніх ігор серії, гравець керує групою (ігровою партією) героїв, які подорожують по ігровому світу, взаємодіють з неігровими персонажами і виконують різні завдання для подальшого просування по сюжету. Міста, підземелля та інші локації відображені на тривимірній карті світу, якою подорожує гравець. Щойно гравець заходить з карти світу в локацію, з'являється сама локація у вигляді двовимірного пререндереного фону, яким переміщуються тривимірні моделі персонажів. Світом можна подорожувати пішки або на різних транспортних засобах, наприклад, на їздових птахах чокобо, автомобілях, підводному човні або повітряному кораблі.

### Бойова система
На карті світу і в багатьох локаціях гравець вступає в сутички з випадковими і сюжетними противниками. Коли починається бій, з'являється екран битви. На полі бою противники розташовані навпроти героїв. Вперше в серії на полі бою можуть бути тільки три героя, в той час як в попередніх іграх серії на полі бою перебувало до чотирьох-п'яти. Як і в багатьох попередніх іграх серії, бої є покроковими, але при цьому черговість ходів визначається системою «Active Time Battle», розробленою Хіроюкі Іто ще для Final Fantasy IV. Ця система полягає в тому, що у кожного персонажа в бою є власна шкала дій, яка заповнюється з часом. Коли шкала заповнюється, внизу екрану відображається меню, де гравець може вибрати ту чи іншу дію, яку повинен виконати герой: атакувати ворога, використовувати магію, предмет тощо. При здійсненні дії шкала обнуляється і доводиться знову чекати її заповнення. У персонажів і їхніх супротивників є очки життя (HP). Втративши всі очки життя, противник гине. Якщо ж всіх очок позбавляється герой, то він втрачає свідомість, а разом з тим і здатність боротися, поки його не вилікують. Крім того, у кожного персонажа є очки магії (MP), які можна витрачати на магію і виклик істот, що допомагають в бою. При перемозі в бою герої отримують досвід. Отримавши певну кількість досвіду, герой підвищує свій рівень розвитку, збільшуючи свої характеристики. 

### Прориви межі
У грі присутній дещо змінений варіант «Відчайдушної атаки» з Final Fantasy VI — «Прорив межі» (англ. Limit Break). У кожного персонажа є спеціальна шкала, яка заповнюється, якщо персонаж отримує ушкодження. Як тільки шкала заповнена, персонаж може використовувати «Прорив межі» — особливий прийом, який або завдає противнику сильні ушкодження, або якимось іншим способом впливає на хід битви. У кожного героя є сім власних унікальних «Проривів межі», виняток становлять тільки Кайт Сіт, у якого їх два, і Вінсент, у якого їх чотири. Спочатку кожному герою доступний тільки один «Прорив», решта вивчаються протягом гри. 

### Система Матерії
У Final Fantasy VII ігрові персонажі отримують нові здібності завдяки Матерії — згусткам магічної енергії у формі сфери, які встановлюються в екіпіровку героїв. Матерія також впливає на характеристики героя, наприклад, матерія, що дає заклинання, зменшує кількість очок здоров′я персонажа. Існує кілька видів Матерії: зелена дозволяє користуватися новими заклинаннями, червона дає героям можливість прикликати на свій бік істот, які допомагають в бою, жовта додає команди в меню під час бою, синя впливає на ефекти сусідніх в екіпіровці Матерій, а фіолетова підвищує героям характеристики. Якщо гравець перемагає в бою, йому іноді нараховуються «очки можливостей» (англ. Ability Points, AP), і якщо персонаж отримує певну їх кількість, Матерія персонажа поліпшується, відкриваючи йому нові здібності чи посилюючи старі. 

## Сюжет

### Світ гри
Сюжет Final Fantasy VII відбувається на планеті Гайя (Гея), також званій просто Планета. Цивілізація, яка її населяє, технологічно розвинута, має безліч сучасних винаходів, таких як автомобілі, телебачення, вогнепальна зброя і телефони. Серед населення переважають люди, які є єдиною великою расою, крім кількох майже вимерлих. В економічних, військових і політичних відносинах домінує потужна компанія під назвою «Шин-Ра» (Shinra Company), яка прославилася завдяки використанню машин, відомих як Мако-реактори. Ці пристрої добувають з планети її життєву енергію — Мако (Mako) і перетворюють її на електрику. Одним з побічних продуктів переробки Мако є Матерія, яка пов'язує власника з планетарними силами, даючи власникові здібності, подібні на магічні. Президент «Шин-Ра» є де-факто правителем всього світу. «Шин-Ра» займається генетичними експериментами для військової галузі, через які на Планеті з'явилася велика кількість чудовиськ, а в міру добування Мако життя в світі згасає.
Мако-енергія добувається з Лайфстріму (Потоку Життя), що знаходиться під поверхнею Планети. Все життя виходить з Лайфстріму і повертається в нього після смерті, тому Лайфстрім є сумою всіх життів, які коли-небудь були або будуть на Планеті. Процес добування Мако-енергії виснажує Лайфстрім і пригнічує життя на Планеті. З цієї причини в головному місті «Шин-Ра», Мідґарі, де працюють одразу 8 Мако-реакторів, панує вічна ніч і там не можуть рости рослини. 
Співробітники «Шин-Ра» знають про обмеженість запасів Мако-енергії, тому шукають так звану Землю Обітовану; родючу землю з легенд, багату Мако-енергією. Тільки раса Цетра, за переказами, була здатна знайти її. Цетра в минулому могли безпосередньо спілкуватися з Гайєю як живою істотою, але були практично знищені іншопланетною істотою Дженова, котра подорожувала всесвітом, харчуючись життєвою силою планет. В боротьбі з Дженовою більшість Цетра вимерли, а на час подій гри лишилася тільки Аеріс Гейнсборо, яку «Шин-Ра» намагається знайти вже багато років.
У нетрях Мідґару діє група еко-терористів під назвою «ЛАВИНА» (AVALANCHE). Вона прагне знищити Мако-реактори і покласти край експлуатації планети. 

### Головні персонажі
- Клауд Страйф (англ. Cloud Strife, яп. クラウド・ストライフ) — головний герой гри, замкнутий найманець, який працює на «ЛАВИНУ» і стверджує, що був бійцем спецпідрозділу СОЛДАТ у «Шин-Ра».
- Баррет Воллес (англ. Barret Wallace, яп. バレット・ウォーレス) — темношкірий лідер «ЛАВИНИ» з автоматом в протезі правої руки, люто ненавидить «Шин-Ра». Незважаючи на його зухвалий характер, він дуже піклується про свою дочку Марлін.
- Тіфа Локхарт (англ. Tifa Lockhart, яп. ティファ・ロックハート) — подруга дитинства Клауда і член «ЛАВИНИ», володіє бойовими мистецтвами. Має свій бар «Сьоме Небо» в нетрях Сьомого Сектора.
- Аеріс Гейнсборо (англ. Aerith Gainsborough, яп. エアリス・ゲインズブール) — добра і м'яка квіткарка з нетрів Мідґара, остання з раси Цетра, також відомої як Древні. У дитинстві втікала від «Шин-Ра» разом зі своєю матір'ю Іфальною, але та померла і передала дочку під опіку Ельмірі Гейнсборо.
- Ред XIII (англ. Red XIII, яп. レッドXIII) — розумний звір, зовні схожий на лева, вид якого знаходиться на межі вимирання. Колись жив в Космо Каньйоні у свого прийомного «дідуся», але згодом його зловив доктор Ходзьо і відвіз до себе в лабораторію у Мідґар. Ред XIII — це ім'я, присвоєне йому професором Ходзьо, справжнє його ім'я — Нанака.
- Кайт Сіт (англ. Cait Sith, яп. ケット・シー) — механічний кіт з парку розваг «Золоте Блюдце», який пересувається верхи на гігантському механічному муглі. Як з'ясовується за сюжетом, Кайтом керував Рів Туесті, співробітник «Шин-Ра».
- Сід Хайвінд (англ. Cid Highwind, яп. シド・ハイウインド) — пілот і інженер з Ракетного містечка, чия заповітна мрія стати першим космонавтом залишилася нездійсненою. Постійно курить і має нестриману мову.
- Юффі Кісарагі (англ. Yuffie Kisaragi, яп. ユフィ・キサラギ) — юна злодійка і при цьому досвідчений ніндзя. Її мрія — повернути своїй батьківщині колишню велич.
- Вінсент Валентайн (англ. Vincent Valentine, яп. ヴィンセント・ヴァレンタイン) — мовчазний колишній Турк, на якому проводили наукові досліди за тридцять років до початку подій гри. Знаходиться в Особняку «Шин-Ра» в Нібельхеймі.
- Сефірот (англ. Sephiroth, яп. セフィロス) — один з головних антагоністів гри. Доступний як тимчасовий член партії під час перегляду спогадів Клауда[7].

### Історія
Диск 1
Події Final Fantasy VII починаються з того, що новий найманець Клауд разом з іншими членами «ЛАВИНИ» підривають Мако-реактор в місті Мідґар. Після першого вибуху «ЛАВИНА» вирішує підірвати інший Мако-реактор, але їх  схоплюють. Бомба, закладена в реакторі, раптово вибухає, даючи героям шанс втекти, однак Клауд при цьому провалюється вниз, в нетрі Мідґара. Він отямлюється на квітах, що ростуть в зруйнованій церкві. Там його знаходить дівчина Аеріс, яка і вирощує ці квіти. Оскільки Аеріс хочуть зловити Турки — спецслужбовці «Шин-Ра», Клауд погоджується бути її охоронцем. Коли «Шин-Ра» дізнається, що база «ЛАВИНИ»  знаходиться під Мідґаром, Турки за наказом її керівництва підривають цілий сектор міста, вбиваючи майже все його населення і трьох членів «ЛАВИНИ». Турки також схоплюють Аеріс, яка, як з'ясовується, є останньою представницею древньої раси Цетра.
Клауд і залишки «ЛАВИНИ» штурмують штаб-квартиру корпорації, щоб врятувати Аеріс, визволяють розумного звіра Реда XIII, який допомагає їм, але в кінцевому підсумку їх схоплює «Шин-Ра». Вони рятуються завдяки нападу на штаб-квартиру, як вважалося мертвого, легендарного солдата Сефірота. Той убиває президента корпорації й багатьох солдатів, говорячи, що не дозволить їм знайти Землю Обітовану. Главою корпорації стає син попереднього президента, безжалісний Руфус. Клауд зі своєю командою тікають з Мідґара, дорогою б'ючись з силами «Шин-Ра», і вирушають на пошуки Сефірота, боячись, що той має ще небезпечніші плани, аніж «Шин-Ра».
Клауд розповідає про те, що сталося п'ять років тому: він і Сефірот були бійцями спецпідрозділу СОЛДАТ, їх відправили в місто Нібельхейм, щоб перевірити несправний Мако-реактор. Там Сефірот знайшов капсули з чудовиськами і тіло Дженови — істоти, помилково прийнятої «Шин-Ра» за представника раси Цетра і названої матір'ю Сефірота. Сефірот вивчив документи про Дженову, з яких дізнався, що був народжений в ході експерименту. Вважаючи себе таким чином останнім з Цетра, Сефірот вирішив помститися людям за себе і зниклу расу. Він влаштував різанину в Нібельхеймі та спалив місто. Під час цієї пожежі загинули мати Клауда і батько Тіфи, а Клауд вступив у бій з Сефіротом. Це все, що він пам'ятає про ті події.
Партія поспішає через шахти до міста Юнон, де вони рятують маленьку дівчинку та її дельфіна від морського чудовиська, за що партії дозволяють залишитися у місті на ніч. Прокинувшись, вони дізнаються що в Юнон прибув Руфус для проведення церемонії призначення на пост директора корпорації. Для продовження пошуків Сефірота герої маскуються під піхотинців «Шин-Ра» і потрапляють на борт вантажного судна. Сефірот також проникає на борт і вбиває майже весь його екіпаж. Клауд з партією знаходять Серофіта, але він, як не дивно, не впізнає Клауда. Клауд намагається отримати відповіді від Сефірта, але той зникає.
Партія переслідує Сефірота по всій Планеті, подорожуючи різними містами. Проте, як виявляється, не тільки вони шукають його. Руфус кидає великі сили на пошуки Сефірота, в тому числі спецпідрозділ Турк. Партія кілька разів б'ється з Турками, в Ракетному Містечку вони зустрічають Сіда Хайвінда, авіаційного інженера, чиї мрії про політ у космос були зруйновані припиненням фінансування проекту, і він приєднується до партії.
До групи також приєднуються Вінсент, колишній Турк, якого зрадила його кохана, Лукреція Кресцент, біологічна мати Сефірота. Крім того до партії приєднується Юффі, дівчина з Вутая, міста яке боролося проти влади «Шин-Ра» під час Вутайскої Війни, але програло в ній.
Під час пошуку Сефірота партія дізнається його плани. Той планує використати Чорну Матерію, сховану Цетра. Чорна Матерія дає можливість використати винятково сильне закляття Метеор. Якщо Метеор вріжеться в Планету, на ній утвориться гігантська рана, і для її лікування весь Лайфстрім попрямує туди. Силу Лайфстріму, таким чином зібрані в одному місці, Сефірот хоче використати задля перетворення на божество.
Потрапивши до парку розваг «Золоте Блюдце» в пошуках Храму Древніх, що вкаже шлях до Чорної Матерії, герої зустрічають механічного кота Кайта Сіта, яким, як потім виявляється, керує «Шин-Ра» і через нього шпигує за партією. Знайшовши ключ від Храму Древніх, герої заходять до Храму і дізнаються, що він і є Чорною Матерією і щоб його зменшити, необхідно щоб хтось залишився всередині, коли він буде стискатися. Залишитися вирішує Кайт Сіт, він знищується коли Храм приймає форму Матерії. Клауд отримує Матерію, але через те, що його розум бере під контроль Сефірот, він ледь не вбиває Аеріс. Поки Клауд був без свідомості, з'являється інший Кайт Сіт, точно самий як і перший. Аеріс покидає партію, щоб самостійно знайти спосіб врятувати світ від Метеора. Вона вирушає в Забуту Столицю, втрачене місто Цетра. Партія Клауда прямує туди ж, щоб знайти її і Сефірота. Коли вони прибувають на місце, Клауд під контролем Сефірота знову намагається вбити Аеріс, але завдяки допомозі його товаришів він виходить з-під влади лиходія. Та Сефірот сам вбиває Аеріс, стрибнувши на неї і пронизавши мечем. Клауд лютує, та Сефірот лише насміхається над героями. Виявляється, партія весь цей час переслідувала не Сефірота, а Дженову, яка набула його форми, а справжній Сефірот знаходиться в Північному Кратері. Після битви з Дженовою, партія прощається із загиблою Аеріс, Клауд опускає її тіло в озеро Забутої Столиці. Він вирішує продовжити подорож, щоб помститися Сефіроту, навіть знаючи, що знову може втратити контроль над собою.
Диск 2
Партія продовжує переслідувати Сефірота/Дженову і досягає Північного Кратера, утвореного падінням Дженови на планету 2000 років тому. Після чергового бою з Сефіротом, Клауд і Тіфа вирушають далі поодинці, але Клауд перед цим передає Чорну Матерію одному з членів партії, щоб знову не спробувати віддати її лиходієві.
Сефірот показує Клаудові й Тіфі видіння подій, які насправді відбулися в Нібельхеймі п'ять років тому. Клауд не був тоді в Нібельхеймі, а замість нього там був боєць на ім'я Зак. Тіфа, хоча Клауд говорив їй не вірити Сефіроту, не може спростувати його слова, і Клауд сам починає вірити в них. Сефірот розповідає Клауду, що він зовсім не той, за кого себе вважає, а був створений професором Ходзьо з клітин Дженови. Приблизно в той же час, член партії передає Клауду Чорну Матерію, після того як чує прохання про допомогу від Тіфи. Щойно цей член партії приходить в кратер, щоб допомогти Тіфі, Тіфа виявляється Сефіротом, який вирішив знову вкрасти Чорну Матерію.
Коли Сефірот отримує повний контроль над Клаудом, він змушує його віддати Чорну Матерію. Сефірот використовує її, щоб викликати Метеор, це пробуджує захисників Планети, гігантських чудовиськ під назвою Зброя. Починається землетрус, Клауд падає в розлом у землі і зникає в Лайфстрімі.
Тіфа отямлюється через тиждень у форті Юнона і бачить, що світ занурився в хаос; на небі з'явився Метеор, який наближається до Планети. Щоб захистити себе від нападу противників, Сефірот оточує Північний Кратер магічним бар'єром. Руфус, намагаючись показати, що «Шин-Ра» все ще має контроль над ситуацією, вирішує використовувати Тіфу і Баррета як козлів відпущення і публічно стратити їх. Незадовго до виконання страти, Зброя нападає на форт Юнону. Інші члени партії на чолі з Кайтом, проникають в Юнон під час атаки, щоб врятувати друзів.
Партія знаходить Клауда в місті Мідель, віднесеного туди Лайфстрімом. Тіфа залишається наглядати за ним і відокремлюється від партії, лідером стає Сід. «Шин-Ра» планує завантажити Велику Матерію на ракету Сіда і запустити її на Метеор, але Сід вирішує перешкодити отриманню Великої Матерії, оскільки вона допомогла б в боротьбі з Сефіротом.
У Міделі Зброя з'являються з Лайфстріму прямо в центрі міста. Під час руйнування міста там знаходилися Клауд і Тіфа, які падають у Лайфстрім, де Тіфа подорожує підсвідомістю Клауда і шукає його справжні спогади: Клауд ніколи не був СОЛДАТом, оскільки не був достатньо психічно сильним для вступу в організацію, і замість цього став звичайним піхотинцем «Шин-Ра». Через страх перед Тіфою і за своє рідне місто, він заховав своє обличчя під шоломом під час місії в Нібельхеймі із Заком і Сефіротом. Клауд переміг Сефірота за Нібельхеймского інциденту і скинув його в Лайфстрім, який відніс того в Кратер. Клауда і Зака пізніше знайшов професор Ходзьо, який взяв їх для своїх експериментів. Ходзьо пересадив Клаудові клітини Дженови, що потім дало змогу Сефіроту впливати на Клауда і змінювати його пам'ять. Через п'ять років піддослідним вдалося втекти, але Зак загинув, допомагаючи Клаудові, що порушило психіку останнього. Згодом його знайшла Тіфа і запропонувала вступити в «ЛАВИНУ». Після цих одкровень психіка Клауда відновлюється і він знову стає лідером партії.
Партія розкриває таємницю смерті Аеріс. Вона викликала закляття Святість, протилежне Метеору, але Сефірот стримує це заклинання глибоко всередині Планети. Алмазна Зброя піднімається з моря і прямує у бік Мідґара. Руфус та керівники «Шин-Ра» перевозять Мако-гармату в Мідґар, щоб приготуватися до боротьби. Гармата успішно використовується для знищення Зброї і захисного щита над Північним Кратером. Перед загибеллю Зброя вистрілює зарядом енергії по Штаб-квартирі «Шин-Ра», вбиваючи Руфуса разом з більшістю співробітників корпорації. Мідґар занурюється в хаос.
Партія Клауда переміщається в Мідґар, щоб зупинити Ходзьо, який взяв на себе управління Мако-гарматою. По дорозі вони б'ються з Турками і залишками військ «Шин-Ра». Коли вони досягають Ходзьо, він розповідає їм, що хоче допомогти своєму синові за допомогою гармати. Партія жахається, дізнавшись, що Ходзьо — батько Сефірота, хоча сам Сефірот не знає про це. Незважаючи на силу, яку він отримав завдяки введенню в себе клітин Дженови, Ходзьо програє бій з героями.
За тиждень до падіння Метеора Клауд і його друзі вирішують відпочити перед останньою битвою. Через те, що у них немає дому і немає за що далі боротися, Клауд і Тіфа залишаються на ніч наодинці під зірками. Наранок всі члени партії знову повертаються і деякі з них навіть жартують з Клауда і Тіфи.
Диск 3
Партія на літаючому судні Сіда дістається до кратера, проте гравець ще може закінчити незавершені справи по всьому світу. Врешті герої спускаються в Кратер, Клауд обирає кого взяти на фінальний бій із Сефіротом, а решта лишається стримувати чудовиськ, які населять місцевість.
Фінальна битва відбувається в глибині Північного Кратера. Сефірот змінює декілька своїх форм, перетворюючись на могутню ангелоподібну істоту. Незважаючи на величезну силу, він зазнає поразки. Та перемога відбувається надто пізно, і коли Святість звільняється, Метеор знаходиться надто близько, щоб бути знищеним Святістю. Мідґар руйнується від протистояння Святості з Метеором, але дух Аеріс викликає Лайфстрім, який об'єднується зі Святістю і відкидає Метеор на достатню відстань від Планети, де Святість знищує його.
В епілозі, 500 років по тому, Ред XIII і два його цуценяти дивляться на руїни Мідґара, який повністю заріс рослинністю. Це свідчить, що планета відновилася після руйнівного впливу цивілізації.

## Оцінки й відгуки
| Агрегатор    | Оцінка                                       |
| ------------ | -------------------------------------------- |
| GameRankings | PS: 92.4% (31 огляд) PC: 86.3 % (10 оглядів) |
| Metacritic   | PS: 92/100 (20 оглядів)                      |

| Видання                            | Оцінка                |
| ---------------------------------- | --------------------- |
| 1Up.com                            | A+                    |
| AllGame                            | PS: · PC:             |
| Computer and Video Games           | PS: · PC: 9/10        |
| Edge                               | 9/10                  |
| Electronic Gaming Monthly          | 38/40                 |
| Famitsu                            | 38/40                 |
| Game Informer                      | PS: 9.75/10           |
| GameFan                            | 300+/300              |
| GamePro                            | PS: · PC:             |
| GameSpot                           | PS: 9.5/10 PC: 8.0/10 |
| IGN                                | PS: 9.5/10 PC: 8.2/10 |
| Official U.S. PlayStation Magazine | 5/5 зірок             |
| PC Gamer (США)                     | PC: 90 %              |
| PlayStation: The Official Magazine | [ 26 ]                |

Final Fantasy VII отримала хороші відгуки у ігрової преси та була вкрай успішною. Станом на 2020 рік було продано понад 13 мільйонів копій по всьому світу для різних платформ, що робить гру найпродаванішою в серії Final Fantasy, що принесла розробникам за весь час $1,3 млрд. Крім того, ще 6 млн копій припадає на різні побічні ігри.
Одразу після виходу гри оглядачі Famitsu з Японії оцінили її у від 9/10 до 10/10, що зробило Final Fantasy VII найрейтинговішою відеогрою року і найрейтинговішою частиною Final Fantasy всіх часів. Оглядачі США із GameFan назвали цю гру найкращою із коли-небудь створених, давши їй рекордні 100 балів зі 100.
За результатами опитувань Sony Computer Entertainment, Final Fantasy VII є другою найпопулярнішою грою для PlayStation всіх часів (після Dragon Quest V: Hand of the Heavenly Bride) і найбажанішою для ремейку. Оскільки гра була настільки популярна, Square Enix вирішили створити цілий серіал, відомий як «Компіляція Final Fantasy VII», який складається з продовжень і відгалужень Final Fantasy VII.
Ігровий дизайнер Пітер Мулін'є в 2008 році назвав Final Fantasy VII грою, яка визначила сучасний жанр рольових ігор. В 2013 році GamePro внесли Final Fantasy VII до 20-и відеоігор, які здійснили найбільший вплив на ігрову індустрію, на новому рівні поєднуючи музику, сюжет, графіку і характери персонажів для створення цілісної історії. Журнал «Time» в 2012 році зарахував цю гру до сотні найкращих ігор всіх часів.
Популярності Final Fantasy VII посприяв передусім світ гри, що має численні паралелі з реальністю, тоді як попередні ігри серії зображали світи цілком вигадані. В цій грі персонажі значно багатогранніші, релістичніші та помітно розвиваються як особистості впродовж сюжету. Так, угрупування «ЛАВИНА» прогресує від фактично терористів, які нехтують життями пересічних людей, до рятівників світу, що цінують життя в його різних виявах. Final Fantasy VII приділяє увагу психологічному стану героїв. Наприклад, Клауд ховає свою невпевненість за спогадами іншої людини аби справляти враження непереможного воїна, а Сефірот регулярно грає на почуттях своїх противників.
Final Fantasy VII стала найтехнологічнішою грою в серії на свій час, мала видатну для 1997 року графіку та велику кількість відеовставок. До того ж, вона надавала гнучкий розвиток персонажів, незалежний, як раніше, від класів. 

## Вплив
Після виходу у світ Final Fantasy VII стало з'являтися все більше ігор серії Final Fantasy з науково-фантастичним сетингом. Також в антуражі наукової фантастики виконано фільм за мотивами серії «Остання фантазія: духи всередині».
Деякі персонажі з Final Fantasy VII з'являлися в епізодичних ролях в деяких інших іграх Square і Square Enix, зокрема в файтингу Ehrgeiz і популярному спільному проекті Square Enix і The Walt Disney Company Kingdom Hearts, а також в Final Fantasy Tactics, в Dissidia: Final Fantasy і в Dissidia 012 Final Fantasy.
Момент смерті Аеріс часто називають одним з найемоційніших та нейнесподіваніших моментів у всіх відеоіграх. Смерть Аеріс настільки вразила деяких гравців, що стали поширювати неправдиві чутки про можливість її воскресіння в грі, а шанувальники гри навіть послали петицію Есінорі Кітасе з проханням воскресити Аеріс в майбутніх іграх серії. Сефірот досі залишається одним з найпопулярніших лиходіїв у відеоіграх, отримавши в 2005 році перше місце в «Переліку десяти босів відеоігор» в журналі «Electronic Gaming Monthly». «PlayStation Official Magazine» в 2012 році зарахували його до десятки найкращих босів відеоігор.

## Ремейк
Протягом 2000-х років періодично з'являлися чутки про розробку ремейку Final Fantasy VII, які, однак, не були ніким підтверджені. З 2005 року ширилися чутки, що Square Enix планує випустити ремейк для ігрової приставки PlayStation 3, хоча самі творці гри тоді стверджували, що це не відповідає дійсності. Незважаючи на це, в березні 2010 року президент Square Enix Йоіті Вада оголосив, що компанія розглядає можливість створення ремейка.
На виставці E3 2015 відбувся офіційний анонс ремейку Final Fantasy VII для PlayStation 4. Було продемонстровано трейлер, який показує світ гри, і скріншоти та замальовки. Також було запущено офіційний вебсайт, на якому, окрім іншого, міститься оновлений логотип гри.
В грудневому інтерв'ю 2015 року Тецура Номура та Есінорі Кітасе розповіли, що стикнулися з низкою проблеми при роботі над ремейком. Кітасе зауважив, що відтворити Final Fantasy VII з колишньою насиченістю, але сучасними графікою та ігровим процесом, можливо тільки розбивши її на частини. Сюжет не планується змінювати, але обіцяно додати нові сцени і локації, натомість деякі місця в Мідгарі стануть недоступними.
У створенні моделей головних персонажів бере участь студія Visual Works, що займається створенням кінематографічних роликів для ігор Square Enix. Створення моделей другорядних героїв доручено італійському дизайнерові Роберто Феррарі, який працював над Final Fantasy Type-0 і Final Fantasy XV. Деякі випадкові дизайнерські знахідки вони назвали досить вдалими. Наприклад, відтворення блідої шкіри Клауда засобами PlayStation 4 надає цьому персонажу ілюзії худорлявості, що робить його образ більш яскравим. Однак нерідко реалістичність руйнує атмосферу оригінальної гри. Загалом при роботі розробники спочатку орієнтувалися на аніме Advent Children, але зрештою відмовилися від такого підходу. Як наслідок такі персонажі як Баррет сильно змінили вигляд.
Бойова система задумана подібною на ATB, але з більшою кількістю екшн-елементів. За словами Номури, «Ми розробляємо бойову систему з тією думкою, що битва не повинна полягати в простій атаці на супротивників. Ми думаємо, як би дозволити гравцеві мати простір в тактиці, в той же час дозволяючи перемикати персонажів.» Швидкого завершення розробки він не пообіцяв: «Я переглянув трейлер мільярд разів, і іноді мене пробирала думка на кшталт „а чи в тому напрямі ми рухаємося?“, але після того, як я почув овації зі сцени, я зрозумів, що ми все робимо правильно. Ми збираємося ретельно працювати над поліруванням гри, в яку ви можете грати тривалий час.» На заході PlayStation Experience було продемонстровано новий трейлер з початком гри і новою системою бою. Співрозробником проекту стала студія CyberConnect 2.
У квітні 2016 стало відомо, що ремейк буде розділено на три частини, де кожна стане окремою грою. Кожна з частин матиме логічне завершення і розроблювана трилогія нагадуватиме трилогію Final Fantasy XIII. Вихід першої частини відбувся для PlayStation 4 10 квітня 2020 року.